# Lee Unkrich
Lee Edward Unkrich (Cleveland, 8 augustus 1967) is een Amerikaans filmregisseur en -editor.

## Biografie
In zijn jeugd acteerde Unkrich bij het Cleveland Playhouse.Hij studeerde in 1990 af aan de School of Cinematic Arts van de University of Southern California.
Unkrich is sinds 1994 lid van het team van Pixar Animation Studios, waar hij in 1994 aan het werk ging als monteur. Dit was bedoeld als tijdelijke baan voor de productie van de film Toy Story. Hij was co-regisseur van Toy Story 2, Monsters, Inc., en Finding Nemo. Voordat hij bij Pixar kwam, werkte Unkrich enkele jaren als televisieregisseur en –monteur. Unkrich is vandaag de dag lid van de American Cinema Editors.
Unkrich heeft drie kinderen.

## Filmografie
- Prison Stories: Women on the Inside (1991) (TV) (productieassistent)
- Silk Stalkings (1991) (TV Series) (assistent-monteur, regisseur)
- Renegade (1993) (TV Series) (assistent-monteur)
- Betrayed by Love (1994) (TV) (assistent-monteur)
- Separated by Murder (1995) (TV) (monteur)
- Toy Story (1995) (monteur)
- Een luizenleven (1998) (monteur, enkele stemmenrollen)
- Toy Story 2 (1999) (co-regisseur, monteur)
- Monsters, Inc. (2001) (co-regisseur, monteur)
- Finding Nemo (2003) (co-regisseur, monteur)
- Cars (2006)
- Ratatouille (2006)
- Toy Story 3 (2010) (regisseur)
- Coco (2017) (regisseur)